# Junonia valesca
Junonia valesca är en fjärilsart som beskrevs av Hans Fruhstorfer 1898. Junonia valesca ingår i släktet Junonia, och familjen praktfjärilar. Inga underarter finns listade i Catalogue of Life.